# Verein für Leibesübungen Wolfsburg 2011-2012 (femminile)
Questa voce raccoglie le informazioni riguardanti la squadra femminile del Verein für Leibesübungen Wolfsburg nelle competizioni ufficiali della stagione 2011-2012.

## Divise e sponsor
Le tenute di gioco sono le stesse del Wolfsburg maschile. Il main sponsor era l'azienda proprietaria della società, la casa automobilistica Volkswagen tramite l'iconico marchio VW stampato sulla parte anteriore della maglietta, mentre quello tecnico, fornitore delle tenute di gioco, era Adidas.
|  | Casa Maglia |  | Casa Alternativa |  | Trasferta Maglia |  | Terza Maglia |  | Terza Alternativa |

## Organigramma societario
Come da sito federazione tedesca
Area tecnica
- Allenatore: Ralf Kellermann
- Vice allenatore: Frank Pichatzek
- Vice allenatore: Mark Oliver Stricker
- Preparatore dei portieri: Fabian Lucas

## Rosa
Rosa, ruoli e numeri di maglia come da sito federazione tedesca.
| N. |                          | Ruolo | Calciatrice          |
| -- | ------------------------ | ----- | -------------------- |
| 1  | Germania (bandiera)      | P     | Alisa Vetterlein     |
| 2  | Finlandia (bandiera)     | C     | Katri Nokso-Koivisto |
| 3  | Ungheria (bandiera)      | C     | Zsanett Jakabfi      |
| 6  | Germania (bandiera)      | D     | Maren Tetzlaff       |
| 7  | Svizzera (bandiera)      | C     | Martina Moser        |
| 8  | Germania (bandiera)      | C     | Eve Chandraratne     |
| 9  | Germania (bandiera)      | C     | Anna Blässe          |
| 10 | Germania (bandiera)      | C     | Selina Wagner        |
| 11 | Germania (bandiera)      | C     | Melissa Thiem        |
| 12 | Germania (bandiera)      | P     | Jana Burmeister      |
| 13 | Germania (bandiera)      | C     | Nadine Keßler        |
| 16 | Nuova Zelanda (bandiera) | D     | Rebecca Smith        |
| 17 | Germania (bandiera)      | D     | Laura Vetterlein     |
| 17 | Germania (bandiera)      | D     | Sahra Freimuth       |
| 18 | Germania (bandiera)      | C     | Ivonne Hartmann      |

| N. |                        | Ruolo | Calciatrice       |
| -- | ---------------------- | ----- | ----------------- |
| 19 | Germania (bandiera)    | C     | Andrea Wilkens    |
| 20 | Germania (bandiera)    | D     | Stephanie Bunte   |
| 21 | Germania (bandiera)    | C     | Nathalie Bock     |
| 22 | Germania (bandiera)    | D     | Verena Faißt      |
| 23 | Germania (bandiera)    | C     | Navina Omilade    |
| 24 | Stati Uniti (bandiera) | P     | Jaime Souza       |
| 25 | Germania (bandiera)    | A     | Martina Müller    |
| 26 | Germania (bandiera)    | A     | Conny Pohlers     |
| 27 | Germania (bandiera)    | D     | Josephine Henning |
| 28 | Germania (bandiera)    | C     | Lena Goeßling     |
| 29 | Germania (bandiera)    | P     | Merle Frohms      |
| 30 | Germania (bandiera)    | C     | Franziska Fiebig  |
|    | Germania (bandiera)    | D     | Sarah Fischer     |
|    | Germania (bandiera)    | D     | Selina Wagner     |

## Calciomercato

### Sessione estiva
| Acquisti | Acquisti          | Acquisti           | Acquisti |
| R.       | Nome              | da                 | Modalità |
| -------- | ----------------- | ------------------ | -------- |
| P        | Jana Burmeister   | Jena               |          |
| P        | Merle Frohms      | Fortuna Celle      |          |
| D        | Josephine Henning | Turbine Potsdam    |          |
| D        | Laura Vetterlein  | Saarbrücken        |          |
| C        | Lena Goeßling     | Bad Neuenahr       |          |
| C        | Nadine Keßler     | Turbine Potsdam    |          |
| A        | Conny Pohlers     | 1. FFC Francoforte |          |

| Cessioni | Cessioni            | Cessioni     | Cessioni                        |
| R.       | Nome                | a            | Modalità                        |
| -------- | ------------------- | ------------ | ------------------------------- |
| P        | Melinda Szvorda     | Pomurje      |                                 |
| D        | Pia Marxkord        | Wolfsburg II | trasferita alla squadra riserve |
| C        | Anna-Kaisa Rantanen | Jitex BK     |                                 |

### Sessione invernale
| Acquisti | Acquisti             | Acquisti | Acquisti |
| R.       | Nome                 | da       | Modalità |
| -------- | -------------------- | -------- | -------- |
| C        | Katri Nokso-Koivisto | Jitex BK |          |

| Cessioni | Cessioni | Cessioni | Cessioni |
| R.       | Nome     | a        | Modalità |
| -------- | -------- | -------- | -------- |
|          |          |          |          |

## Risultati

### Frauen-Bundesliga

#### Girone di andata
| Arbitro: | Muller-Schmah () (Potsdam) |

|  |           |                             |
|  | Marcatori | 12’ Keßler 43’, 63’ Pohlers |

| Arbitro: | Storch-Schäfer (Petersberg) |

|             |           |                 |
| Pohlers 77’ | Marcatori | 7’ Petzelberger |

| Arbitro: | Eisenhardt (Holzgerlingen) |

|  |           |                                   |
|  | Marcatori | 34’ Keßler 36’ Pohlers 90’ Blässe |

| Arbitro: | Rafalski (Baunatal) |

|  |           |                         |
|  | Marcatori | 46’ Añonma 50’ Nagasato |

| Arbitro: | Biehl (Siesbach) |

|                                 |           |  |
| Popp 15’ Laudehr 37’ Cengiz 56’ | Marcatori |  |

| Arbitro: | Söder (Ingolstadt) |

|                                       |           |            |
| Pohlers 14’, 55’, 77’, 90’ Müller 27’ | Marcatori | 37’ Heller |

| Arbitro: | Heimann (Gladbeck) |

|          |           |                                  |
| Wich 56’ | Marcatori | 6’ Müller 57’ Goeßling 90’ Smith |

| Arbitro: | Herrmann (Mönchengladbach) |

|                                                    |           |           |
| Keßler 12’, 33’ Pohlers 22’ Moser 64’ Goeßling 69’ | Marcatori | 84’ Elsig |

| Arbitro: | Kurtes (Düsseldorf) |

|          |           |                                |
| Wich 56’ | Marcatori | 4’ Müller 23’ Keßler 31’ Faißt |

| Arbitro: | Kunick (Lissa) |

|  |           |             |
|  | Marcatori | 15’ Pohlers |

| Arbitro: | Müller-Schmäh (Potsdam) |

|               |           |  |
| Müller 5’, 8’ | Marcatori |  |

#### Girone di ritorno
| Arbitro: | Heimann (Gladbeck) |

|                                                                                  |           |  |
| Radtke 2’ (aut.) Pohlers 32’ Keßler 35’, 55’ Blässe 47’ Goeßling 49’ Jakabfi 51’ | Marcatori |  |

| Arbitro: | Rafalski (Baunatal) |

|            |           |                              |
| Kuznik 16’ | Marcatori | 14’, 67’ Jakabfi 50’ Pohlers |

| Arbitro: | Storch-Schäfer (Petersberg) |

|                                         |           |  |
| Blässe 5’ de Pol 17’ (aut.) Pohlers 69’ | Marcatori |  |

| Arbitro: | Biehl (Siesbach) |

|           |           |  |
| Draws 10’ | Marcatori |  |

| Arbitro: | Müller-Schmäh (Potsdam) |

|                       |           |          |
| Keßler 34’ Blässe 78’ | Marcatori | 14’ Popp |

| Arbitro: | Appelmann (Alzey) |

|                        |           |                                                                                      |
| Lübcke 2’ Herrmann 69’ | Marcatori | 8’ Goeßling 45’ (aut.) Freitag 12’, 57’ Jakabfi 9’, 15’, 60’, 66’ Pohlers 74’ Müller |

| Arbitro: | Stolz (Pritzwalk) |

|                                             |           |                          |
| Keßler 11’ Jakabfi 35’, 50’ Müller 37’, 53’ | Marcatori | 57’ Simon 73’ Timmermann |

| Arbitro: | Söder (Norimberga) |

|            |           |                         |
| Linden 86’ | Marcatori | 40’ Pohlers 56’ Jakabfi |

| Arbitro: | Biehl (Siesbach) |

|                                           |           |  |
| Pohlers 11’ Jakabfi 23’ Keßler 70’ (rig.) | Marcatori |  |

| Arbitro: | Illing (Limbach-Oberfrohna) |

|                     |           |  |
| Goeßling 56’ (rig.) | Marcatori |  |

| Arbitro: | Baitinger (Friesenheim) |

|              |           |                   |
| Hartmann 84’ | Marcatori | 71’ (rig.) Keßler |

### DFB-Pokal der Frauen
| Arbitro: | Stolz (Pritzwalk) |

|  |           |                                                     |
|  | Marcatori | 22’, 65’ Pohlers 25’ Keßler 35’ Goeßling 68’ Müller |

| Arbitro: | Baitinger (Friesenheim) |

|                  |           |  |
| Faißt 48’ (aut.) | Marcatori |  |

## Statistiche

### Statistiche di squadra
| Competizione         | Punti | In casa | In casa | In casa | In casa | In casa | In casa | In trasferta | In trasferta | In trasferta | In trasferta | In trasferta | In trasferta | Totale | Totale | Totale | Totale | Totale | Totale | DR  |
| Competizione         | Punti | G       | V       | N       | P       | Gf      | Gs      | G            | V            | N            | P            | Gf           | Gs           | G      | V      | N      | P      | Gf     | Gs     | DR  |
| -------------------- | ----- | ------- | ------- | ------- | ------- | ------- | ------- | ------------ | ------------ | ------------ | ------------ | ------------ | ------------ | ------ | ------ | ------ | ------ | ------ | ------ | --- |
| Frauen-Bundesliga    | 53    | 11      | 9       | 1       | 1       | 34      | 8       | 11           | 8            | 1            | 2            | 28           | 10           | 22     | 17     | 2      | 3      | 62     | 18     | +44 |
| DFB-Pokal der Frauen | -     | -       | -       | -       | -       | -       | -       | 2            | 1            | 0            | 1            | 5            | 1            | 2      | 1      | 0      | 1      | 5      | 1      | +4  |
| Totale               | -     | 11      | 9       | 1       | 1       | 34      | 8       | 13           | 9            | 1            | 3            | 33           | 11           | 24     | 18     | 2      | 4      | 67     | 19     | +48 |

### Andamento in campionato
| Giornata  | 1 | 2 | 3 | 4 | 5 | 6 | 7 | 8 | 9 | 10 | 11 | 12 | 13 | 14 | 15 | 16 | 17 | 18 | 19 | 20 | 21 | 22 |
| --------- | - | - | - | - | - | - | - | - | - | -- | -- | -- | -- | -- | -- | -- | -- | -- | -- | -- | -- | -- |
| Luogo     | T | C | T | C | T | C | T | C | T | T  | C  | C  | T  | C  | T  | C  | T  | C  | T  | C  | C  | T  |
| Risultato | V | N | V | P | P | V | V | V | V | V  | V  | V  | V  | V  | P  | V  | V  | V  | V  | V  | V  | N  |
| Posizione | 2 | 4 | 4 | 5 | 5 | 4 | 4 | 4 | 4 | 3  | 3  | 3  | 3  | 3  | 3  | 2  | 2  | 2  | 2  | 2  | 2  | 2  |

Legenda:

Luogo: C = Casa; T = Trasferta. Risultato: V = Vittoria; N = Pareggio; P = Sconfitta.

### Statistiche delle giocatrici
| Giocatore         | Frauen-Bundesliga | Frauen-Bundesliga | Frauen-Bundesliga | Frauen-Bundesliga | DFB-Pokal der Frauen | DFB-Pokal der Frauen | DFB-Pokal der Frauen | DFB-Pokal der Frauen | Totale   | Totale | Totale      | Totale     |
| Giocatore         | Presenze          | Reti              | Ammonizioni       | Espulsioni        | Presenze             | Reti                 | Ammonizioni          | Espulsioni           | Presenze | Reti   | Ammonizioni | Espulsioni |
| ----------------- | ----------------- | ----------------- | ----------------- | ----------------- | -------------------- | -------------------- | -------------------- | -------------------- | -------- | ------ | ----------- | ---------- |
| A. Blässe         | 21                | 4                 | 2                 | 0                 | 2                    | 0                    | 0                    | 0                    | 23       | 4      | 2           | 0          |
| N. Bock           | 7                 | 0                 | 0                 | 0                 | -                    | -                    | -                    | -                    | 7        | 0      | 0           | 0          |
| S. Bunte          | 21                | 0                 | 0                 | 0                 | 1                    | 0                    | 0                    | 0                    | 22       | 0      | 0           | 0          |
| J. Burmeister     | -                 | -                 | -                 | -                 | 1                    | 0                    | 0                    | 0                    | 1        | 0      | 0           | 0          |
| E. Chandraratne   | 3                 | 0                 | 0                 | 0                 | -                    | -                    | -                    | -                    | 3        | 0      | 0           | 0          |
| V. Faißt          | 21                | 1                 | 1                 | 0                 | 2                    | 0                    | 0                    | 0                    | 23       | 1      | 1           | 0          |
| F. Fiebig         | -                 | -                 | -                 | -                 | -                    | -                    | -                    | -                    | -        | -      | -           | -          |
| S. Freimuth       | -                 | -                 | -                 | -                 | -                    | -                    | -                    | -                    | -        | -      | -           | -          |
| M. Frohms         | -                 | -                 | -                 | -                 | -                    | -                    | -                    | -                    | -        | -      | -           | -          |
| L. Goeßling       | 22                | 5                 | 3                 | 0                 | 2                    | 1                    | 1                    | 0                    | 24       | 6      | 4           | 0          |
| I. Hartmann       | 18                | 0                 | 1                 | 0                 | 2                    | 0                    | 1                    | 0                    | 20       | 0      | 2           | 0          |
| J. Henning        | 22                | 0                 | 1                 | 0                 | 2                    | 0                    | 0                    | 0                    | 24       | 0      | 1           | 0          |
| Z. Jakabfi        | 22                | 9                 | 0                 | 0                 | 2                    | 0                    | 0                    | 0                    | 24       | 9      | 0           | 0          |
| L. Kaurin         | 4                 | 0                 | 0                 | 0                 | -                    | -                    | -                    | -                    | 4        | 0      | 0           | 0          |
| N. Keßler         | 22                | 11                | 2                 | 0                 | 2                    | 1                    | 0                    | 0                    | 24       | 12     | 2           | 0          |
| M. Moser          | 21                | 1                 | 0                 | 0                 | 2                    | 0                    | 0                    | 0                    | 23       | 1      | 0           | 0          |
| M. Müller         | 19                | 8                 | 0                 | 1                 | 2                    | 1                    | 0                    | 0                    | 21       | 9      | 0           | 1          |
| K. Nokso-Koivisto | 0                 | 0                 | 0                 | 0                 | 0                    | 0                    | 0                    | 0                    | 0        | 0      | 0           | 0          |
| N. Omilade        | 9                 | 0                 | 1                 | 0                 | 1                    | 0                    | 0                    | 0                    | 10       | 0      | 1           | 0          |
| C. Pohlers        | 22                | 19                | 1                 | 0                 | 2                    | 2                    | 0                    | 0                    | 24       | 21     | 1           | 0          |
| R. Smith          | 18                | 1                 | 1                 | 0                 | 1                    | 0                    | 0                    | 0                    | 19       | 1      | 1           | 0          |
| J. Souza          | -                 | -                 | -                 | -                 | -                    | -                    | -                    | -                    | -        | -      | -           | -          |
| M. Tetzlaff       | 13                | 0                 | 1                 | 0                 | 1                    | 0                    | 0                    | 0                    | 14       | 0      | 1           | 0          |
| M. Thiem          | -                 | -                 | -                 | -                 | -                    | -                    | -                    | -                    | -        | -      | -           | -          |
| A. Vetterlein     | 22                | -18               | 0                 | 0                 | 1                    | -1                   | 0                    | 0                    | 23       | -19    | 0           | 0          |
| L. Vetterlein     | -                 | -                 | -                 | -                 | 1                    | 0                    | 0                    | 0                    | 1        | 0      | 0           | 0          |
| S. Wagner         | -                 | -                 | -                 | -                 | -                    | -                    | -                    | -                    | -        | -      | -           | -          |
| A. Wilkens        | -                 | -                 | -                 | -                 | -                    | -                    | -                    | -                    | -        | -      | -           | -          |